# Tamopsis arnhemensis
Tamopsis arnhemensis là một loài nhện trong họ Hersiliidae. T. arnhemensis được miêu tả năm 1987 bởi Martin Baehr & Barbara Baehr.